# Behind Silence and Solitude
Behind Silence and Solitude är det amerikanska metalcorebandet All That Remains debutalbum. Det släpptes i mars 2002 på skivbolaget Prosthetic Records.
Skivan återutgavs i remastrad form 2007 på skivbolaget Razor & Tie, då med ett nytt omslag designat av Mike D'Antonio (Killswitch Engage), samt 2011 i Japan på Trooper Entertainment.
Albumet är bandets enda med Chris Bartlett och Dan Egan på gitarr respektive elbas.

## Låtlista
1. "Behind Silence and Solitude" – 4:19
2. "From These Wounds..." – 4:36
3. "Follow" – 4:03
4. "Clarity" – 5:37
5. "Erase" – 6:15
6. "Shading" – 3:51
7. "Home to Me" – 6:47
8. "One Belief" – 4:30

## Medverkande
Musiker
- Philip Labonte – sång
- Chris Bartlett – gitarr
- Oli Herbert – gitarr
- Dan Egan – basgitarr
- Michael Bartlett – trummor

Produktion
- Zeuss – producent
- Adam Dutkiewicz – producent
- Jason Hendershaw – design